# Người Đài Loan gốc Hán
Người Đài Loan gốc Hán hoăc Người Đài Loan gốc Hoa (tiếng Trung: 臺灣漢人) là một dân tộc Đài Loan, hầu hết là người Hán hoặc một phần của người Hán. Theo Hành chiến viện của Trung Hoa Dân Quốc, họ chiếm từ 95 đến 97 phần trăm dân số Đài Loan, phần trăm dân số Đài Loan, bao gồm bao gồm cả người Nam Đảo và những người không phải người Hán khác. Làn sóng di cư lớn của người Hán đã xảy ra từ thế kỷ 17 đến hết Nội chiến Trung Quốc vào năm 1949, ngoại trừ thời thuộc Nhật (1895-1945). Người Đài Loan gốc Há chủ yếu nói ba thứ tiếng thuộc phương ngữ Hán ngữ: tiếng Quan Thoại, tiếng Phúc Kiến và tiếng Khách Gia.